# Stay Puft Marshmallow Man
Stay Puft Marshmallow Man, noto in italiano come l'Uomo della Pubblicità dei Marshmallow è un personaggio immaginario apparso per la prima volta come antagonista nel film Ghostbusters - Acchiappafantasmi (1984). Raggiunse anche la popolarità con la serie televisiva a cartoni animati The Real Ghostbusters, spin-off del film. Appare anche come nemico e boss da affrontare nel videogioco Ghostbusters: Il videogioco (2009). Appare anche come antagonista minore nel film reboot Ghostbusters (2016). Appare per l'ultima volta come antagonisti minori nei film Ghostbusters: Legacy (2021) e Ghostbusters - Minaccia glaciale (2024) nelle sembianze degli Omini dei Marshmallow (Mini-Pufts).
È un pupazzo bianco, vestito da marinaio, mascotte della ditta immaginaria Stay Puft, che produce appunto marshmallow.
Nel primo film il dio Gozer pronuncia la frase "Scegliete la forma del distruggitore" inteso come scegliere chi evocare per distruggere la città. Le menti di Peter, Egon e Winston sono "in bianco", senza aver pensato a nessuno, Ray invece pensa a un qualcosa che ha "amato nell'infanzia, qualcosa che non avrebbe mai portato distruzione" e si materializza Stay Puft, un pupazzo di 40 metri (come viene descritto nel secondo capitolo del film) che, dopo aver raggiunto i protagonisti all'ultimo piano del palazzo, viene definitivamente sconfitto, prendendo fuoco prima ed esplodendo insieme agli ultimi 3 piani del palazzo stesso, dopo la prima sconfitta di Gozer.
Nella serie animata The Real Ghostbusters è un personaggio positivo o almeno neutrale (tranne che nell'episodio pilota e nell'episodio "Lo zio Ciro"), grande amico di Slimer e si allea con gli acchiappafantasmi.

## Concezione e sviluppo

### Aspetto e carattere
Marshmallow Man è un colosso umanoide bianco formato da marshmallow. Indossa un berretto da marinaio di color bianco, con un nastro rosso sulla parte superiore e un cinturino blu. Intorno al collo è presente un colletto blu e un fazzoletto rosso.
Si presume che nel primo film la sua altezza sfiori i 34,3 metri, mentre nel film del 2016 sia alto ben 30,5 metri.
Più volte si ricompone e viene spesso catturato dagli acchiappafantasmi, sebbene sia meschino e distruttivo fin dall'inizio, in seguito stringe amicizia con Slimer e con gli acchiappafantasmi nel cartone animato The Real Ghostbusters, e da quel momento in poi li aiuterà a risolvere le varie problematiche.

### Design e debutto
Dan Aykroyd ha inventato lo Stay Puft Marshmallow Man per la sceneggiatura del film Ghostbusters. Decise di creare questo personaggio per mostrare che, nonostante sembrasse innocuo, gonfio e puccioso, a seconda delle circostanze potesse diventare aggressivo e cattivo.
Si nota di fatto una somiglianza con Peter O'Boyle, dal quale l'ideatore prese spunto, Peter era una guardia di sicurezza della Columbia Pictures che Reitman incontrò durante le riprese del suo precedente film Spacehunter:Adventures in the Forbidden Zone (1983).
Stay Puft nel film viene visto brevemente, viene di fatto "evocato" come una forma del dio sumero Gozer, che in precedenza presentava un aspetto di una donna androgina con pelle e occhi metallici: dopo un conflitto veloce con i Ghostbusters, una voce disincarnata di Gozer informa i Ghostbusters che la prossima cosa a cui penseranno sarà la forma che lui assumerà per distruggere il loro mondo. Ray Stantz decide di pensare a una mascotte di marshmallow quando insieme ai suoi compagni hanno la possibilità di scegliere quale forma Gozer dovrà assumere.
Un istante dopo, viene avvistato un gigantesco Marshmallow Man della Stay Puft camminare per le strade di New York. La squadra si precipita sul luogo per fermarlo sparando con i loro zaini protonici, lo incendiano ma non gli arreca nessun danno. Tutti assieme, decidono di colpire il portale attraverso il quale il dio è emerso, incrociando i flussi di tutti e quattro. Il piano innesca un'esplosione che frantuma il cartello e Stay Puft esplode in mille pezzi, il tutto si trasforma in una pioggia di marshmallow che finisce sul tetto del grattacielo e sulla strada sottostante.

### Effetti speciali
Il personaggio visto nel film è stato creato da Bill Bryan usando delle miniature e una tuta in lattice, la quale era composta da due strati, quello esterno infiammabile mentre quello interno ignifugo. Alcuni degli errori più evidenti del film sono apparsi nelle scene di Stay Puft, per esempio a volte si vede che ha il papillon e a volte no, mentre in altre scene il rendering ottico è così di bassa qualità che sembra passi attraverso una chiesa piuttosto che schiacciarla.